# Mia Farrow
Mia Farrow, pseudonimo di María de Lourdes Villiers Farrow (Los Angeles, 9 febbraio 1945), è un'attrice e attivista statunitense.
Ha recitato in più di 50 film e ha vinto numerosi premi, compreso un Golden Globe (e ulteriori 7 candidature), 3 candidature al Premio BAFTA, e un premio per migliore attrice al Festival di San Sebastián. La Farrow è anche nota per il suo grande impegno umanitario come ambasciatrice dell'UNICEF.

## Biografia
Mia Farrow nasce come María de Lourdes Villiers Farrow a Los Angeles, California, il 9 febbraio 1945, terza figlia del regista australiano John Farrow e dell'attrice irlandese Maureen O'Sullivan, entrambi cattolici praticanti. Da piccola fu colpita dalla poliomielite e trascorse un anno in un polmone d'acciaio.

### Carriera

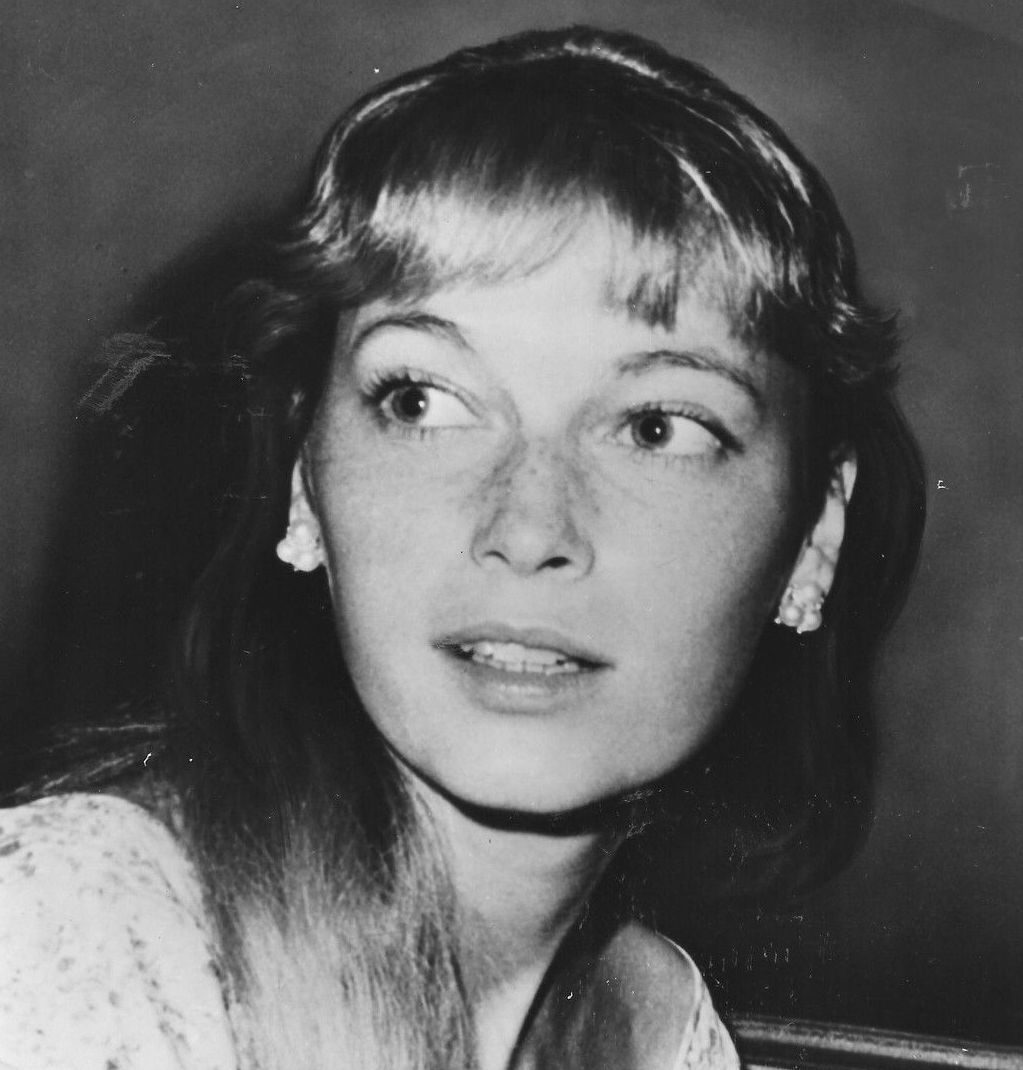
Mia Farrow nel 1965

Fece il suo esordio cinematografico nel 1947 in un cortometraggio insieme alla madre. Negli anni cinquanta apparve nel film propagandistico Duck and Cover (filmato che insegnava ai bambini come proteggersi in caso di esplosioni nucleari). Mia Farrow incominciò la carriera vera e propria apparendo in ruoli secondari in alcuni film dei primi anni sessanta, ma ottenne la popolarità negli anni 1964-1966 con il celebre serial tv Peyton Place, accanto a Ryan O'Neal. Dopo avere vinto a 19 anni un Golden Globe per Cannoni a Batasi (1964) di John Guillermin, cui seguì Sull'orlo della paura (1968) di Anthony Mann e Laurence Harvey, ottenne il suo primo ruolo cinematografico da vera protagonista al fianco di John Cassavetes nel film Rosemary's Baby (1968) di Roman Polański, che si rivelò un grande successo di pubblico e critica e che è tuttora considerato un classico del genere horror. Subito dopo recitò in Cerimonia segreta (1968) di Joseph Losey, accanto a Elizabeth Taylor e Robert Mitchum, e John e Mary (1969) di Peter Yates, in coppia con Dustin Hoffman. Nei primi anni settanta apparve in altri importanti film, tra i quali il thriller Terrore cieco (1971) di Richard Fleischer, Trappola per un lupo (1972) di Claude Chabrol, Detective privato... anche troppo (1972) di Carol Reed, nonché nella versione girata nel 1974 da Jack Clayton de Il grande Gatsby, in cui interpretava la parte di Daisy Buchanan, in coppia con Robert Redford.
Nel 1978 fu inserita nel folto cast del film Un matrimonio di Robert Altman. Sempre nello stesso anno recitò in Assassinio sul Nilo di John Guillermin, pellicola vincitrice di un premio Oscar per i costumi, e in Valanga di Corey Allen, al fianco di Rock Hudson. L'anno seguente prese parte al film Uragano di Jan Troell, ove recitò con attori del calibro di Max von Sydow, Jason Robards e Trevor Howard. Tra i numerosi ruoli televisivi degli anni settanta è da ricordare quello di protagonista in una versione musical di Peter Pan. Tra i primi anni ottanta e primi novanta la relazione sentimentale della Farrow con il regista Woody Allen produsse molte collaborazioni artistiche, spesso lodate dalla critica: apparve in veste di protagonista o comunque in ruoli di rilievo in quasi tutti i film girati da Allen in quel periodo, tra i quali Una commedia sexy in una notte di mezza estate (1982), Zelig (1983), Broadway Danny Rose (1984), La rosa purpurea del Cairo (1985), Hannah e le sue sorelle (1986), nel quale recita anche insieme alla madre Maureen O'Sullivan, Settembre (1987), Crimini e misfatti (1989), Alice (1990) e Mariti e mogli (1992).
Negli anni novanta lavorò con meno frequenza, apparendo comunque in ruoli primari in diversi film, come Tre vedove e un delitto (1994) di John Irvin, Promesse e compromessi (1995) di David Frankel e Reckless (1995). Dopo aver girato numerosi film per la televisione alla fine degli anni novanta e nella prima metà degli anni 2000 è ritornata stabilmente al cinema. Più di recente ha recitato in Omen - Il presagio (2006) di John Moore, remake del film del 1976 Il presagio di Richard Donner, Be Kind Rewind - Gli acchiappafilm (2008) di Michel Gondry e nella trilogia di Luc Besson iniziata con Arthur e il popolo dei Minimei (2006). Nel 2022, è una delle protagoniste della serie Netflix The Watcher, la serie più vista sulla piattaforma nell'ottobre del 2022.

### Impegno civile

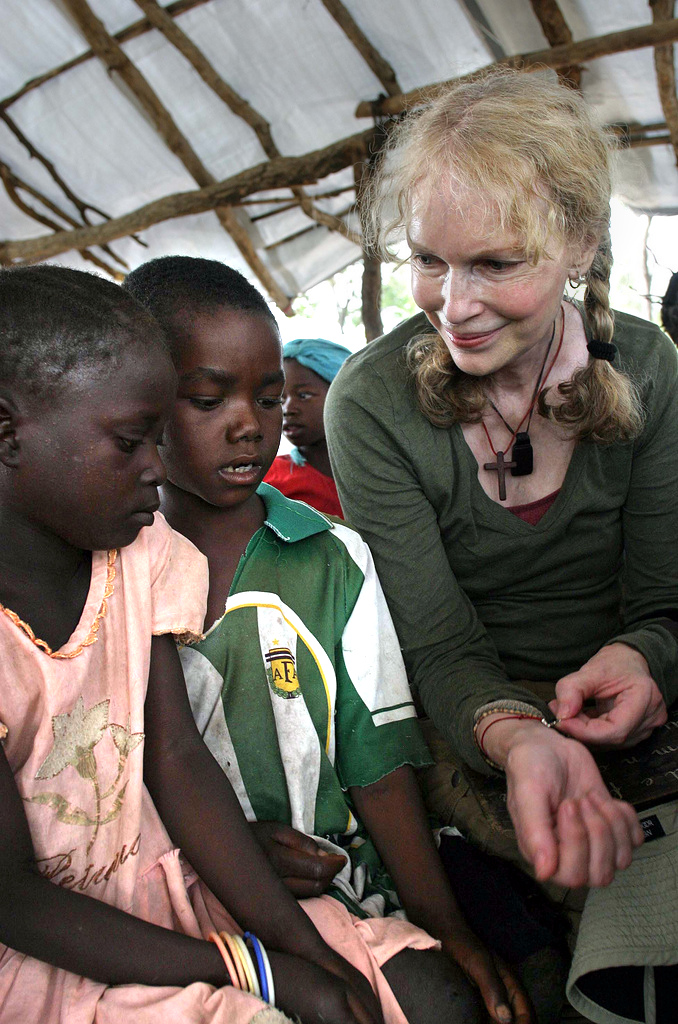
Mia Farrow visita una scuola della Repubblica Centrafricana il 19 maggio 2008

Mia Farrow è diventata ambasciatrice di buona volontà dell'UNICEF nel 2000. È attivamente impegnata per proteggere diritti umani nell'Africa subsahariana (in particolare per far conoscere la situazione infantile nelle regioni sede di guerre o conflitti), in iniziative sulla raccolta di fondi e attirando l'attenzione sulla battaglia contro la poliomielite in Nigeria, malattia alla quale lei stessa è sopravvissuta da bambina.
Ha intrapreso due viaggi nel Darfur (una delle nove province del Sudan, situata a ovest) durante il conflitto armato insieme al figlio Ronan, prima nel novembre 2004 e poi nel giugno 2006, anche in Angola; Ronan ha anche operato per l'UNICEF in favore dei rifugiati. Le fotografie da lei scattate sono apparse nel luglio 2006 sul settimanale People. L'attrice ha scritto un articolo sulla crisi pubblicato sul quotidiano Chicago Tribune del 25 luglio 2006.
Farrow ha ricevuto diversi premi per il suo lavoro umanitario, tra cui il "Leon Sullivan International Service Award", il "Lyndon Baines Johnson Moral Courage Award" (2011) e il "Marian Anderson Award" (2011). Nel giugno 2006, Farrow e suo figlio Ronan hanno visitato Berlino per partecipare a un'asta di beneficenza di United Buddy Bears, che presenta disegni di artisti che rappresentano 142 Stati membri dell'ONU. Nel 2008 la rivista Time l'ha nominata una delle persone più influenti al mondo.
Il suo terzo viaggio in Darfur è avvenuto nel 2007, con una troupe cinematografica impegnata nella realizzazione del documentario On Our Watch. Nello stesso anno, Farrow ha co-fondato la campagna pubblicitaria Olympic Dream for Darfur, che ha attirato l'attenzione sul tacito sostegno della Cina al governo del Sudan, e il cui l'intento era cambiarne la politica mettendola in imbarazzo alla vigilia dei Giochi della XXIX Olimpiade tenuti a Pechino; a marzo la Cina ha affermato che avrebbe sollecitato il Sudan a impegnarsi con la comunità internazionale. La campagna inoltre ha convinto Steven Spielberg (il quale, in un editoriale pubblicato sul The New York Times, era stato paragonato al ruolo che ebbe la regista Leni Riefenstahl nella Germania nazista) a ritirarsi come consigliere artistico alla cerimonia di apertura. Durante le Olimpiadi, Farrow ha trasmesso in televisione via Internet da un campo profughi sudanese per evidenziare il coinvolgimento della Cina nella situazione in cui versava la regione.

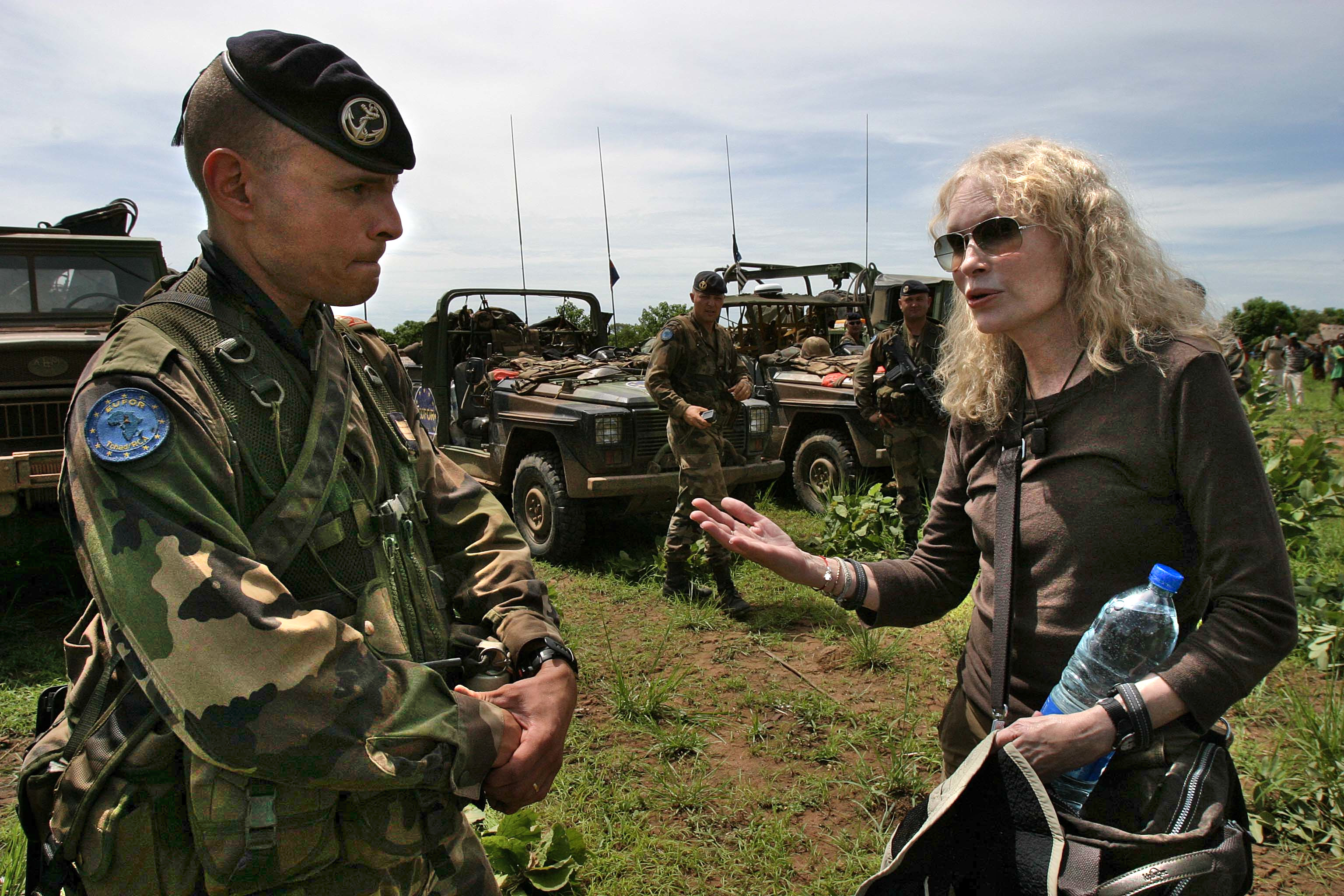
Farrow dialoga con un soldato delle Forze armate dell'Unione europea di servizio in Ciad il 16 maggio 2008

Sempre nel 2007, Farrow si è offerta di scambiare il suo permesso di lasciare il Sudan con la libertà di un operatore umanitario del Movimento per la Liberazione del Sudan, il quale era in cura presso un ospedale dell'ONU e che era stato minacciato di arresto. L'attrice fa anche parte del consiglio del "Darfur Women Action Group", organizzazione senza scopo di lucro con sede a Washington.
Nel 2009, Farrow ha prestato la propria voce come narratrice del documentario As We Forgive, che racconta la lotta di molti dei sopravvissuti al genocidio del Ruanda, uno dei più sanguinosi episodi della storia dell'umanità del XX secolo. Per mostrare solidarietà, il 27 aprile iniziò un sciopero della fame, ingerendo esclusivamente acqua; l'obiettivo di Farrow era digiunare per tre settimane, ma interruppe la cosa dopo dodici giorni su consiglio del suo medico. Nell'agosto 2010, ha testimoniato nel processo contro Charles Taylor, ex presidente della Liberia, presso la Corte speciale per la Sierra Leone.
Farrow ha contribuito a costruire gli archivi del Darfur, che documentano le tradizioni culturali delle tribù della provincia: ha filmato circa 40 ore di canzoni, balli, storie per bambini, metodi di coltivazione e resoconti di genocidio nei campi profughi della regione, che costituiscono gli archivi attuali. Dal 2011 gli archivi vengono custoditi al "Thomas J. Dodd Research Center" dell'Università del Connecticut. Nel 2013, Farrow ha criticato il presidente degli U.S.A. Barack Obama per non aver tenuto un discorso sul genocidio durante un'Assemblea generale delle Nazioni Unite.
Nel febbraio 2015, Farrow è apparsa in un episodio di A Path Appears, una serie di documentari della PBS dei creatori del movimento Half the Sky: nell'episodio si reca a Kibera, la più grande baraccopoli keniota, per condividere storie di organizzazioni che forniscono istruzione alle ragazze a rischio. Farrow ha anche partecipato all'attivismo ambientale protestando nel 2014 contro l'azienda petrolifera Chevron Corporation, accusandola di danni ambientali nella foresta pluviale sudamericana.

## Vita privata

### Frank Sinatra

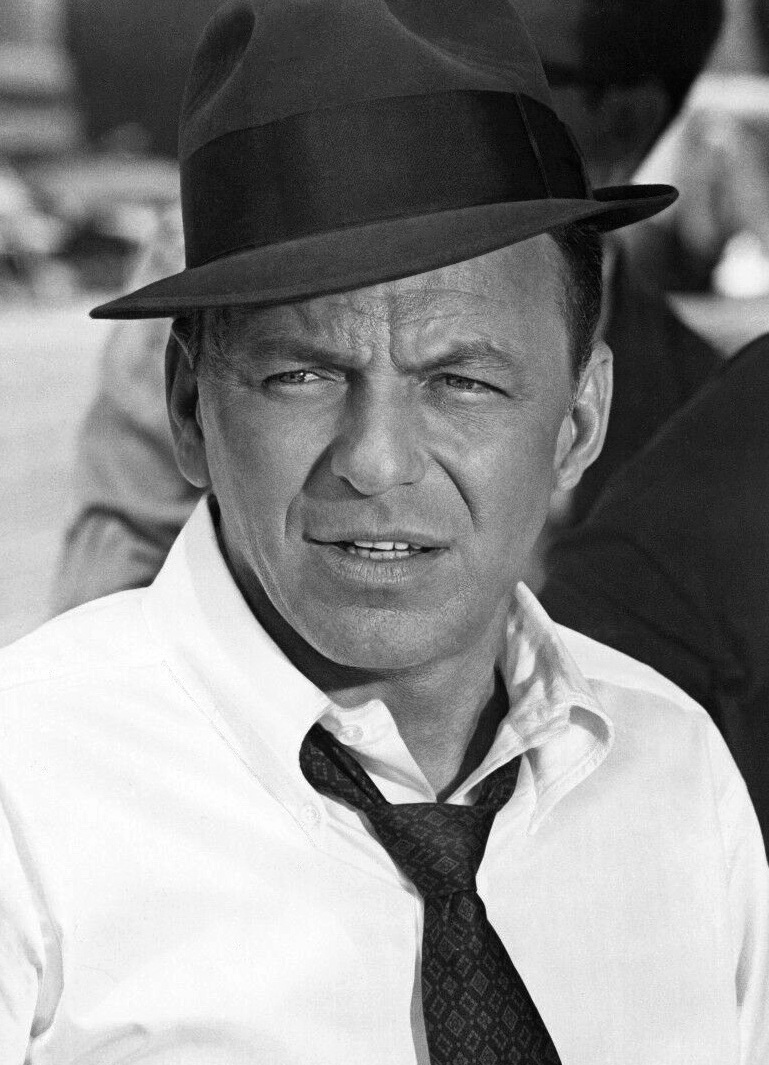
Frank Sinatra nel 1967

Il 19 luglio 1966, Mia Farrow sposò il celebre cantante Frank Sinatra. L'unione fece molto scalpore a causa della differenza di età, poiché Farrow aveva 21 anni e Sinatra 50.
Sinatra voleva che la moglie rinunciasse alla sua carriera di attrice, cosa che inizialmente lei accettò di fare; presto però si stancò di non lavorare, così nel 1967 firmò per recitare da protagonista in Rosemary's Baby - Nastro rosso a New York di Roman Polański. Sinatra aveva in programma di iniziare a novembre le riprese di Inchiesta pericolosa di Gordon Douglas, ma il film di Polański non sarebbe terminato prima del febbraio successivo; siccome Farrow non poteva abbandonarlo prima della sua conclusione, Sinatra fece sostituire la moglie, che avrebbe avuto il ruolo di co-protagonista, con Jacqueline Bisset, e le fece recapitare sul set del film tutti i documenti per il divorzio, che venne finalizzato nell'agosto 1968.
In seguito, Farrow diede la colpa della fine del matrimonio alla loro differenza di età, sostenendo di essere stata un'«adolescente incredibilmente immatura» quando sposò Sinatra. Tuttavia, i due rimasero amici fino alla morte del cantante.

### André Previn

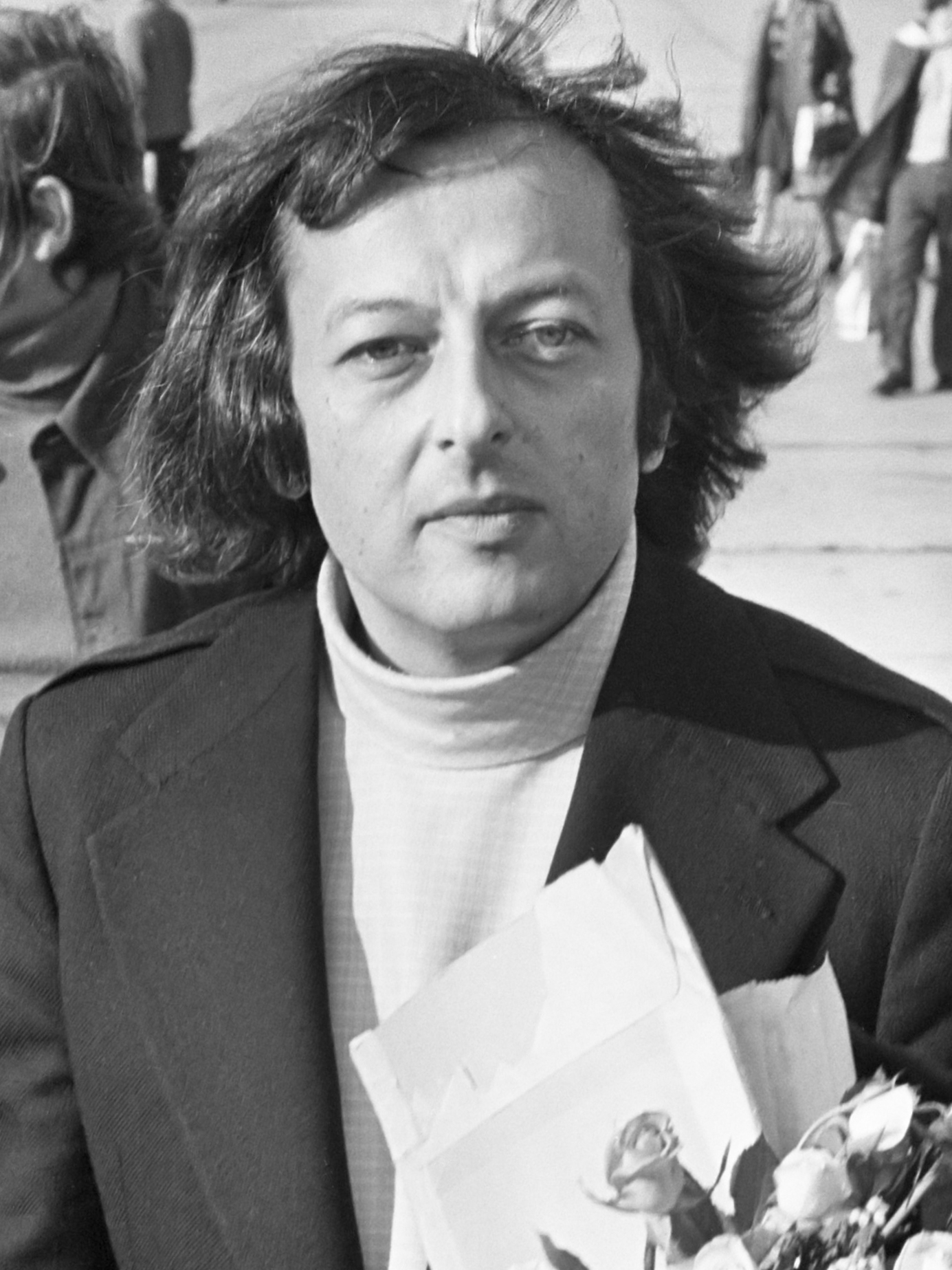
André Previn nel 1973

Il 10 settembre 1970, Farrow sposò il pianista, direttore d'orchestra e compositore André Previn, diventando la sua terza moglie. Lei aveva 25 anni e lui 41.
Farrow e Previn iniziarono una relazione mentre lui era ancora sposato con la sua seconda moglie, la cantautrice Dory Langan, dalla quale divorziò definitivamente nel luglio 1970, quando Farrow scoprì di essere incinta. Dory, che già nel 1965 soffrì di un esaurimento nervoso per cui dovette essere ricoverata in ospedale tramite la TEC, a causa dello stress subìto ne ebbe un altro; quando si riprese scrisse la canzone Beware of Young Girls (letteralmente "Attenzione alle giovani ragazze") sulla fine del suo matrimonio e i suoi pensieri al riguardo.
Farrow diede alla luce due gemelli, Matthew e Sascha, il 26 febbraio 1970; ebbero un altro figlio, Fletcher, nato il 14 marzo 1974. Con Previn, Farrow adottò due bambine di origini vietnamite, Lark (nata il 15 febbraio 1973) e Summer (nata il 6 ottobre 1974), e la piccola sudcoreana Soon-Yi, affetta da problemi di apprendimento e linguaggio in seguito a un'infanzia traumatica (la cui data di nascita era sconosciuta e venne stimata l'8 ottobre 1970). Lark morì il 25 dicembre 2008 per le complicazioni di una polmonite. Mia Farrow disse, in seguito, che Lark morì «a 35 anni a causa di complicazioni dell’HIV/AIDS, che ha contratto da un partner precedente».
Previn e Farrow divorziarono nel 1979.

### Woody Allen

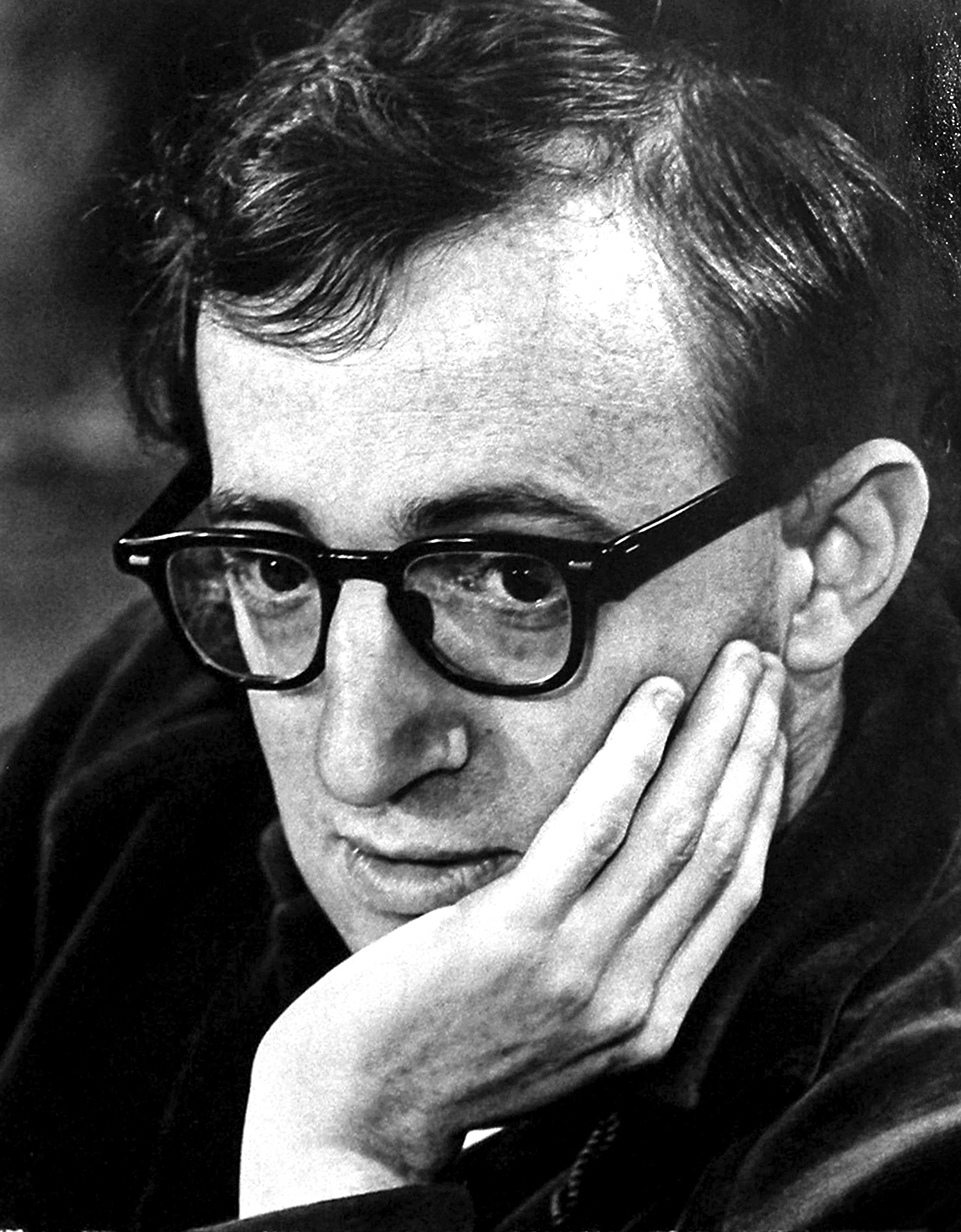
Woody Allen nei primi anni '70

Dopo il divorzio intrattenne una lunga relazione, dal 1980 al 1992, con l'attore e regista Woody Allen, il quale riconobbe la paternità, nel 1987, del quarto figlio biologico di Mia, Satchel Ronan O'Sullivan Farrow, conosciuto come Ronan Farrow. La Farrow adottò altri due figli, nel 1980: Moses (nato il 27 gennaio 1978), e Dylan (nata l'11 luglio 1985, che cambiò il suo nome prima in "Eliza" e successivamente in "Malone"). Nel 1992, Mia affermò che Dylan Farrow, che allora aveva sette anni, le aveva raccontato di essere stata vittima di un abuso sessuale da parte di Allen. Poco dopo trovò delle fotografie pornografiche della figlia Soon-Yi, allora di età stimata tra i 19 e i 22 anni, scattate da Allen nel mese di gennaio, in seguito alle quali lo stesso disse di avere una relazione con la figliastra e sostenne che Soon-Yi gli avesse chiesto di farle quelle foto.
Dopo il rifiuto di Mia di continuare la relazione con Woody Allen il regista se ne andò con Soon-Yi, che sposerà nel 1997. Nell'agosto 1992 Allen fece causa chiedendo la custodia dei tre figli suoi e della Farrow, sostenendo che la Farrow stesse inventando le accuse di molestia sessuale. Un team composto da un pediatra e da due assistenti sociali incaricati dal tribunale ritenne che l'abuso fosse frutto della fantasia di Dylan o in alternativa un plagio della madre pur individuando degli atteggiamenti anomali di Allen nei confronti della bambina, ma il giudice diede l'affido esclusivo a Mia Farrow vietando ad Allen di visitare Dylan. Nel 2014, a 28 anni, Dylan ha ribadito le accuse di violenza sessuale da parte del padre e difeso la madre in una lettera pubblicata sul blog del New York Times. Allen ha risposto negando nuovamente le accuse.
Ronan Farrow tramite Twitter ha espresso sostegno per la sorella ironizzando sull'atteggiamento di Hollywood che negli stessi giorni premiava Woody Allen dedicandogli un tributo alla carriera, mentre Moses Farrow, nel frattempo riavvicinatosi ad Allen, accusò invece la madre di maltrattamenti fisici durante la sua infanzia. Tra il 1992 e il 1995, Mia Farrow adottò altri sei bambini: Tam Farrow (una bambina vietnamita cieca nata nel 1979 e morta nel 2000 per insufficienza cardiaca), Quincy Farrow (nata nel 1994), Frankie-Minh (nato nel 1991), Isaiah Justus (nato nel 1992), Thaddeus Wilk Farrow (nato nel 1988 e morto suicida nel 2016) e Gabriel Wilk Farrow, adottato nel 1995 e successivamente chiamato Elliott Wilk. Durante un'intervista per Vanity Fair America nel 2013, la Farrow ha accennato alla possibilità che il padre biologico del figlio Ronan non sia Woody Allen, ma il primo marito Frank Sinatra, a cui rimase legata anche dopo il divorzio. Ronan Farrow ha fatto coming out come omosessuale nell'aprile 2018 ed è divenuto giornalista; ha raccontato per il New Yorker lo scandalo degli abusi sessuali che ha coinvolto Harvey Weinstein e portato alla nascita del Movimento #MeToo.

## Filmografia

### Cinema
- Il grande capitano (John Paul Jones), regia di John Farrow (1959) − non accreditata
- Cannoni a Batasi (Guns at Batasi), regia di John Guillermin (1964)
- Sull'orlo della paura (A Dandy in Aspic), regia di Anthony Mann (1968)
- Rosemary's Baby - Nastro rosso a New York (Rosemary's Baby), regia di Roman Polański (1968)
- Cerimonia segreta (Secret Ceremony), regia di Joseph Losey (1968)
- John e Mary (John and Mary), regia di Peter Yates (1969)
- Terrore cieco (See No Evil), regia di Richard Fleischer (1971)
- Detective privato... anche troppo (Follow Me!), regia di Carol Reed (1972)
- Trappola per un lupo (Docteur Popaul), regia di Claude Chabrol (1972)
- Il grande Gatsby (The Great Gatsby), regia di Jack Clayton (1974)
- Demonio dalla faccia d'angelo (Full Circle), regia di Richard Loncraine (1977)
- Un matrimonio (A Wedding), regia di Robert Altman (1978)
- Valanga (Avalanche), regia di Corey Allen (1978)
- Assassinio sul Nilo (Death on the Nile), regia di John Guillermin (1978)
- Uragano (Hurricane), regia di Jan Troell (1979)
- Una commedia sexy in una notte di mezza estate (A Midsummer Night's Sex Comedy), regia di Woody Allen (1982)
- Zelig, regia di Woody Allen (1983)
- Broadway Danny Rose, regia di Woody Allen (1984)
- Supergirl - La ragazza d'acciaio (Supergirl), regia di Jeannot Szwarc (1984)
- La rosa purpurea del Cairo (The Purple Rose of Cairo), regia di Woody Allen (1985)
- Hannah e le sue sorelle (Hannah and Her Sisters), regia di Woody Allen (1986)
- Radio Days, regia di Woody Allen (1987)
- Settembre (September), regia di Woody Allen (1987)
- Un'altra donna (Another Woman), regia di Woody Allen (1988)
- New York Stories, episodio Edipo relitto, regia di Woody Allen (1989)
- Crimini e misfatti (Crimes and Misdemeanors), regia di Woody Allen (1989)
- Alice, regia di Woody Allen (1990)
- Ombre e nebbia (Shadows and Fog), regia di Woody Allen (1991)
- Mariti e mogli (Husbands and Wives), regia di Woody Allen (1992)
- Tre vedove e un delitto, regia di John Irvin (1994)
- Promesse e compromessi (Miami Rhapsody), regia di David Frankel (1995)
- Reckless, regia di Norman René (1995)
- Angela Mooney, regia di Tommy McArdle (1996)
- Coming Soon, regia di Colette Burson (1999)
- Omen - Il presagio (The Omen), regia di John Moore (2006)
- Arthur e il popolo dei Minimei (Arthur et les Minimoys), regia di Luc Besson (2006)
- Be Kind Rewind - Gli acchiappafilm (Be Kind Rewind), regia di Michel Gondry (2008)
- Arthur e la vendetta di Maltazard (Arthur et la vengeance de Maltazard), regia di Luc Besson (2009)
- Arthur e la guerra dei due mondi (Arthur et la guerre des deux mondes), regia di Luc Besson (2010)
- Dark Horse, regia di Todd Solondz (2011)

### Televisione
- Peyton Place – serie TV, 264 episodi (1964-1966)
- Johnny Belinda, regia di Paul Bogart – film TV (1967)
- Peter Pan, regia di Dwight Hemion – film TV (1976)
- Terrore in sala (Terror in the Aisles), regia di Andrew J. Kuehn – docufilm (1984)
- Miracolo a mezzanotte, regia di Ken Cameron – film TV (1998)
- Il silenzio dell'amore, regia di Robert Allan Ackerman – film TV (1999)
- Squadra emergenza (Third Watch) – serie TV, 4 episodi (2000-2003)
- The Watcher – miniserie TV, 7 episodi (2022)

## Riconoscimenti
- Golden Globe
  - 1965 – Migliore attrice debuttante per Cannoni a Batasi[36]
  - 1966 – Candidatura alla migliore attrice in una serie drammatica per Peyton Place[36]
  - 1969 – Candidatura alla migliore attrice in un film drammatico per Rosemary's Baby - Nastro rosso a New York[36]
  - 1970 – Candidatura alla migliore attrice in un film commedia o musicale per John e Mary[36]
  - 1970 – Candidatura all'Henrietta Award per la migliore attrice del mondo
  - 1985 – Candidatura alla migliore attrice in un film commedia o musicale per Broadway Danny Rose[36]
  - 1986 – Candidatura alla migliore attrice in un film commedia o musicale per La rosa purpurea del Cairo[36]
  - 1991 – Candidatura alla migliore attrice in un film commedia o musicale per Alice[36]
  - 2000 – Candidatura alla migliore attrice in una mini-serie o film per la televisione per Il silenzio dell'amore[36]
- Alliance of Women Film Journalists
  - 2007 – Candidatura all'EDA Humanitarian Activism Award[37]
  - 2007 – Candidatura all'EDA Lifetime Achievement Award[37]
  - 2009 – Candidatura all'EDA Humanitarian Activism Award[38]
- British Academy of Film and Television Arts
  - 1970 – Candidatura alla migliore attrice protagonista per Cerimonia segreta, Rosemary's Baby - Nastro rosso a New York e John e Mary[39]
  - 1986 – Candidatura alla migliore attrice protagonista per La rosa purpurea del Cairo[40]
  - 1987 – Candidatura alla migliore attrice protagonista per Hannah e le sue sorelle[41]
- David di Donatello
  - 1969 – Migliore attrice straniera per Rosemary's Baby - Nastro rosso a New York[42]
  - 1985 – Candidatura alla migliore attrice straniera per Broadway Danny Rose
  - 1990 – Candidatura alla migliore attrice straniera per Crimini e misfatti
  - 1991 – Candidatura alla migliore attrice straniera per Alice
- Festival internazionale del cinema di San Sebastián
  - 1972 – Concha de Plata alla migliore attrice per Detective privato... anche troppo[43]
- Fotogrammi d'argento
  - 1970 – Miglior attrice straniera per Rosemary's Baby - Nastro rosso a New York
- Kansas City Film Critics Circle Awards
  - 1984 – Miglior attrice non protagonista per Zelig[44]
- Laurel Awards
  - 1968 – Miglior attrice esordiente
  - 1968 – Candidatura alla migliore interpretazione drammatica femminile per Rosemary's Baby - Nastro rosso a New York
- National Board of Review
  - 1990 – Miglior attrice per Alice[45]
- Prism Awards
  - 2003 – Migliore interpretazione in una mini-serie o film per la televisione per The Secret Life of Zoey[46]
- Razzie Awards
  - 1982 – Candidatura alla peggior attrice protagonista per Una commedia sexy in una notte di mezza estate[47]
- Saturn Award
  - 1986 – Candidatura alla miglior attrice per La rosa purpurea del Cairo
- Tony Award
  - 2025 – Candidatura alla miglior attrice protagonista in un'opera teatrale per The Roommate[48]

## Doppiatrici italiane
Nelle versioni in italiano delle opere in cui ha recitato, Mia Farrow è stata doppiata da:
- Melina Martello in Una commedia sexy in una notte di mezza estate, Zelig, Broadway Danny Rose, Supergirl - La ragazza d'acciaio, Hannah e le sue sorelle, Radio Days, New York Stories, Crimini e misfatti, Ombre e nebbia, Mariti e mogli, Reckless, Miracolo a mezzanotte, Arthur e il popolo dei Minimei, Arthur e la vendetta di Maltazard, Arthur e la guerra dei due mondi, The Watcher
- Maria Pia Di Meo in Rosemary's Baby - Nastro rosso a New York, Cerimonia segreta, Trappola per un lupo, Valanga, Terrore in sala, Promesse e compromessi, Cosa pensa una donna
- Vittoria Febbi in Cannoni a Batasi, John e Mary, Il grande Gatsby, Assassinio sul Nilo, Uragano, Omen - Il presagio
- Liliana Sorrentino in Settembre, Un'altra donna, Alice
- Roberta Paladini in Peter Pan, Tre vedove e un delitto
- Ludovica Modugno ne Il silenzio dell'amore
- Lorenza Biella in Terrore cieco
- Sonia Scotti in Peyton Place
- Claudia Balboni ne La rosa purpurea del Cairo
- Roberta Greganti in Be Kind Rewind - Gli acchiappafilm

Da doppiatrice è sostituita da:
- Antonella Rendina ne L'ultimo unicorno